# Lynda Raymonde
 (octobre 2022).
Lynda Raymonde, de son vrai nom Floriane Linda Nyebe Andella, née le 10 mai 1981 à Yaoundé, est une chanteuse camerounaise de Bikutsi originaire de la Lekié dans la région du Centre du Cameroun.

## Biographie
Lynda Raymonde est née le 10 mai 1981 à Yaoundé d'un père ingénieur en génie civil et d'une mère enseignante de langue française. Elle est l'ainée d'une fratrie de six enfants. 
Après l'obtention de son diplôme en publicité[Lequel ?][Où ?][Quand ?], Lynda Raymonde a travaillé pendant plusieurs années comme publicitaire dans une grande entreprise[Laquelle ?] à Yaoundé [réf. nécessaire].  

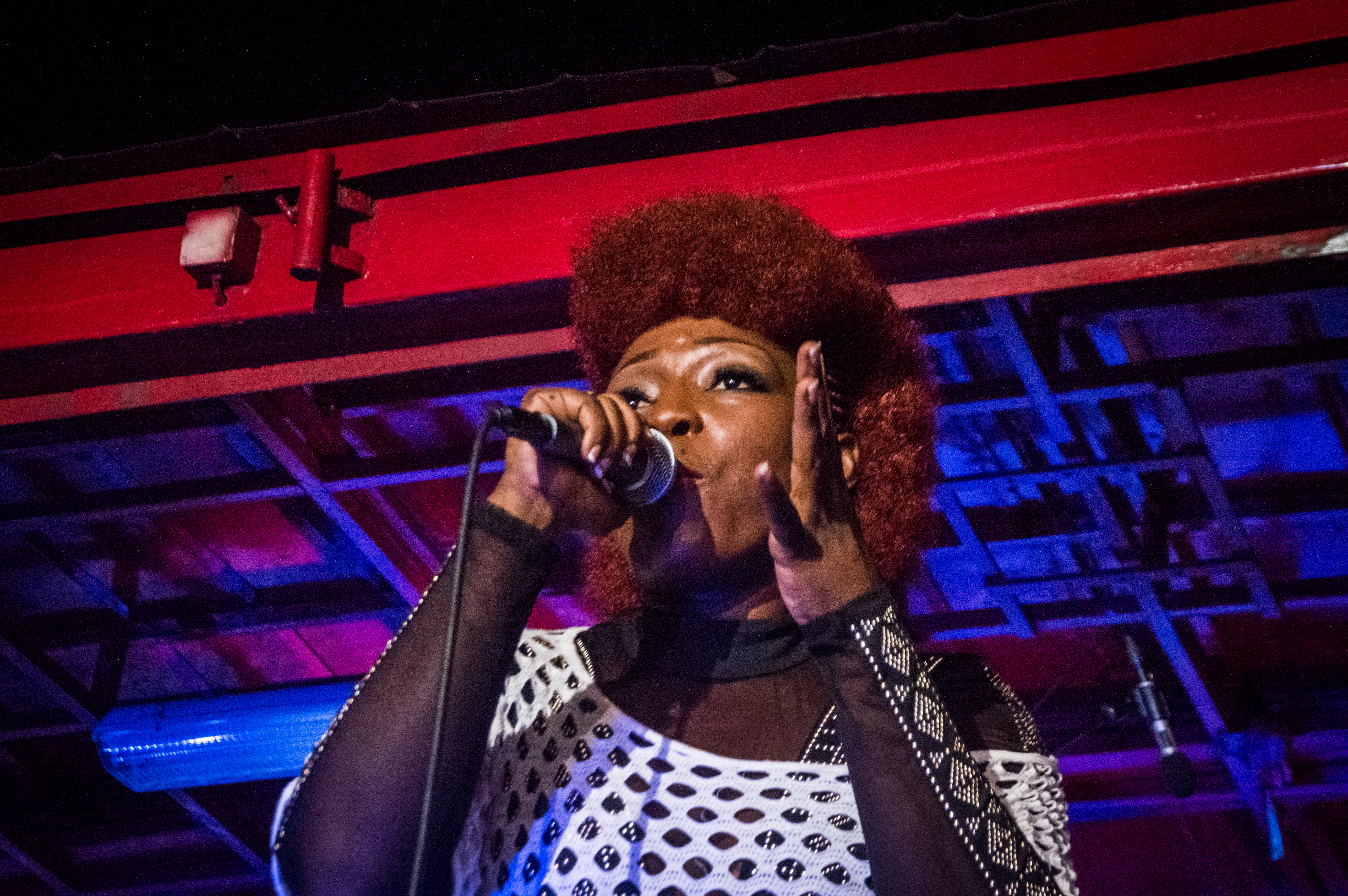
Sur scène en 2017, pendant la fête de la musique

Elle fait ses études secondaires au lycée bilingue de Bonabéri à Douala, puis au lycée de Mendong à Yaoundé où elle obtient son baccalauréat scientifique, série D.  
En 1998, alors élève en classe de Première D, elle intègre l’orchestre scolaire du lycée bilingue de Bonabéri et rejoint le groupe de rap Beri City Zoo (BCZ), où elle devient  la chanteuse principale.  
Au lycée, Lynda Raymonde excelle aussi en sport[réf. nécessaire].   
Après l’obtention de son baccalauréat, elle s’inscrit à l’Université de Yaoundé I pour des études en biologie animale, puis en psychologie. Elle intègre le Yaoundé University Music, le groupe de musique de l'Université. Elle commence alors une carrière professionnelle en musique qu'elle poursuit dans les cabarets de la ville de Yaoundé. 
Quelques années plus tard, elle s'inscrit à l'l’école supérieure des sciences et techniques de l’information et de la communication  de Yaoundé ou elle obtient en 2012 un diplôme des sciences et techniques de l’information et de la Communication, option, Publicité.  
Elle est mariée à un officier supérieur de l'armée camerounaise et mère de plusieurs enfants.  

### Championne de karaté
Lynda Raymonde pratique le karaté et est 1er Dan.  
En 2022, elle se candidate sans succès à la présidence de la fédération camerounaise.  

### Carrière
En 2002, Lynda Raymonde fait la connaissance du bassiste Remy Ottou qui l'encourage à se lancer sans une carrière solo. Il lui apprends ses premières notes de Bass et travaille avec elle sur ses premières compositions. Elle commence sa carrière professionnelle dans les cabarets de Yaoundé notamment au Bois d'Ebène où elle chante d'octobre 2002 à Avril 2005, puis à l'Okoumé d'Avril 2005 à Septembre 2006. 
En avril 2010, Lynda Raymonde sort son premier single intitulé Cameroonian Reactions à l'occasion de la célébration des cinquantenaires de l’indépendance et la réunification du Cameroun. Son premier album Symbiose parait en décembre 2011. L'album de 8 titres connait un grand succès[Information douteuse], avec plus de 4 000 exemplaires vendus notamment grâce au titre,  Forme O - No limit in love, un hymne au mariage, extrait de l'album qui lui vaut de remporter en 2012 le prix de meilleure artiste féminine de Bikutsi au Festi Bikutsi.
Elle se fait véritablement connaitre sur la scène musicale nationale et internationale en 2011 avec son premier album intitulé Symbiose[réf. nécessaire].
En 2015, elle revient sur la scène musicale  avec un Maxi single intitulé Arrête comme ça. En décembre 2016, elle sort le single Infidèle, premier extrait de son prochain album annoncé en 2017.
En décembre 2023, elle annonce la sortie d'un EP et un album. Le premier single est Il Est Marié. 

## Discographie

### Albums
- 2011 : Symbiose

### Singles
- 2010 : Cameroonian Reactions
- 2015 : Arrête comme ça
- 2016 : Infidèle
- 2023: Il est Marié

## Prix et Récompenses
- 2012 : Meilleure artiste Bikutsi féminine de l’année au Festi Bikutsi[réf. nécessaire]
- 2012 : Révélation de l'année au Mvet D'or[réf. nécessaire]
- 2012 :Meilleur artiste espoir de la mode[réf. nécessaire]
- 2014: Prix de la reconnaissance artistique au Gold Azik Awards en France[10]